# Tom Sykes
Tom Sykes (19 de agosto de 1985, Huddersfield, Yorkshire, Inglaterra) es un piloto de motociclismo británico que participa en el Campeonato Británico de Superbikes con el equipo VisionTrack Ducati.
En 2013 ganó el Campeonato Mundial de Superbikes superando a los pilotos del Aprilia Racing Team, Eugene Laverty y Sylvain Guintoli. Además es el piloto con mayor cantidad de superpoles (51) en la historia del campeonato.

## Trayectoria

### Campeonato Británico de Superbikes
Su primera temporada en el Campeonato Británico de Superbikes fue en 2007, compitiendo para el equipo Stobart Vent-Axia Honda junto al campeón 2003 Shane Byrne. Terminó 18 de las primeras 20 carreras, con un par de 4.os lugares en Snetterton. Consiguió la segunda posición en la parrilla en Oulton Park, y la pole position en Donington Park. Sykes consiguió sus dos primeros podios en el Croft Circuit, para ascender hasta la 6.º posición en el campeonato, detrás de su compañero Byrne y por delante de la otra Honda de Leon Camier.
Poco después de unirse al equipo Rizla Suzuki en 2008, se lo vio probando la moto de MotoGP de Suzuki. Sykes comenzó la temporada 2008 con un sexto y un octavo lugar en Thruxton (las primeras carreras fueron allí porque la primera fecha de la temporada en Brands Hatch fue cancelada por una nevada). Consiguió la pole position en Oulton Park, pero se cayó en el largada abortada de la carrera 1, antes de terminar quinto en el reinicio de la misma. Lideró la carrera 2 hasta que fue sacado de pista por Leon Haslam, quien fue excluido por ese movimiento. Sykes continuó terminando en buenas posiciones, consiguiendo consistentemente los podios en Brands Hatch (2.º), Donington Park (3.º) y Snetterton (3.º), todos en la primera de las 2 carreras. Fue en Oulton Park, donde obtuvo sus primeras dos victorias, tomando la punta de James Ellison al final de la carrera 1, pero liderando la mayor parte de la carrera 2. Luego siguió con una tercera victoria consecutiva en Knockhill en la primera carrera, y consiguió podios para durante el resto del campeonato. Sykes terminó cuarto en el campeonato con 316 puntos, 2 puntos detrás de Cal Crutchlow.

### Campeonato Mundial de Superbikes
El 11 de septiembre de 2008, Sykes firmó un contrato con el equipo Yamaha Motor Italia World Superbike para la temporada 2009, con la opción de extender ese contrato hasta 2010, según sus resultados. Sykes tuvo un año regular terminando las carreras en la mitad de la tabla, mientras que su compañero de equipo Ben Spies terminaba en la parte delantera de la tabla. Esto llevó a Yamaha a no ofrecer una renovación de contrato a Sykes, en lugar de eso contrató a sus compatriotas británicos James Toseland y Cal Crutchlow.
Sykes firmó para el equipo Paul Bird Motorsport Kawasaki para 2010, como se había rumoreado, lo que le permitió permanecer en el Mundial de Superbikes. Sykes dijo:

"Va a ser un desafío, pero lo espero con ansias. Creo que por la posición en la que está el equipo, podremos hacer un buen trabajo ".

Luego de algún tiempo sin competir al máximo nivel, el piloto regresará al Mundial de Superbikes en el 2023. Además a anunciado su fuchaje para Kawasaki Puccetti Racing. Tras varios rondas con problemas técnicos, Sykes y el equipo parten caminos y queda libre. Ante la nueva lesión de VdMark en RokIt BMW, Sykes toma parte en unos test y llega para la cita de Most, discreto pero sólido, y Donington, donde pelea por la pole y acaba 8.º una buena actuación en la primera carrera, para tener un accidente tras un error y salir con fracturas en las costillas.

## Resultados

### Campeonato Británico de Supersport

#### Carreras Por Año
| Año  | Categoría | Equipo | 1   | 2   | 3   | 4   | 5   | 6   | 7    | 8   | 9   | 10  | 11  | 12  | 13   | Pos. | Pts. |
| ---- | --------- | ------ | --- | --- | --- | --- | --- | --- | ---- | --- | --- | --- | --- | --- | ---- | ---- | ---- |
| 2004 | BSS       | Suzuki | SIL | BHI | SNE | OUL | MON | SNE | BHGP | KNO | MAL | CRO | CAD | OUL | DON  | 5.º  | 123  |
| 2004 | BSS       | Suzuki | 10  | Ret | 7   | 14  | 4   | 10  | Ret  | 5   | 9   | 4   | 2   | 2   | 3    | 5.º  | 123  |
| 2005 | BSS       | Suzuki | BHI | THR | MAL | OUL | MON | CRO | KNO  | SNE | SIL | CAD | OUL | DON | BHGP | 5.º  | 119  |
| 2005 | BSS       | Suzuki | Ret | 9   | 2   | 1   | 1   | 4   |      |     |     |     | 3   | Ret | 4    | 5.º  | 119  |
| 2006 | BSS       | Suzuki | BHI | DON | THR | OUL | MON | MAL | SNE  | KNO | OUL | CRO | CAD | SIL | BHGP | 2.º  | 172  |
| 2006 | BSS       | Suzuki | 9   | 5   | 6   | 3   | C   | 3   | 3    | Ret | 2   | 2   | 2   | 2   | 3    | 2.º  | 172  |

### Campeonato Británico de Superbikes

#### Por temporada
| Año   | Moto                  | Equipo                   | Carreras | Victorias | Podios | Poles | V.Rap. | Pts. | Pos. |
| ----- | --------------------- | ------------------------ | -------- | --------- | ------ | ----- | ------ | ---- | ---- |
| 2007  | Honda CBR1000RR       | Stobart Vent-Axia Honda  | 26       | 0         | 5      | 1     | 0      | 279  | 6.º  |
| 2008  | Suzuki GSX-R1000      | Rizla Suzuki             | 24       | 3         | 11     | 2     | 4      | 316  | 4.º  |
| 2010  | Kawasaki Ninja ZX-10R | Kawasaki World Superbike | 3        | 2         | 2      | 0     | 0      | 61   | 16.º |
| 2022  | Ducati Panigale V4 S  | MCE Ducati               | 33       | 2         | 2      | 0     | 1      | 187  | 12.º |
| Total |                       |                          | 86       | 7         | 20     | 3     | 5      | 843  |      |

- * Temporada en curso.

#### Carreras Por Año
(Carreras en negrita indica pole position, carreras en cursiva indica vuelta rápida)
| Año  | Moto     | 1     | 1     | 2     | 2       | 3     | 3       | 4     | 4     | 5     | 5     | 6       | 6     | 7     | 7     | 7   | 8       | 8     | 8     | 9     | 9     | 10    | 10    | 11      | 11    | 12    | 12      | 12  | 13      | 13    | Pos. | Pts. |
| Año  | Moto     | R1    | R2    | R1    | R2      | R1    | R2      | R1    | R2    | R1    | R2    | R1      | R2    | R1    | R2    | R3  | R1      | R2    | R3    | R1    | R2    | R1    | R2    | R1      | R2    | R1    | R2      | R3  | R1      | R2    | Pos. | Pts. |
| ---- | -------- | ----- | ----- | ----- | ------- | ----- | ------- | ----- | ----- | ----- | ----- | ------- | ----- | ----- | ----- | --- | ------- | ----- | ----- | ----- | ----- | ----- | ----- | ------- | ----- | ----- | ------- | --- | ------- | ----- | ---- | ---- |
| 2007 | Honda    | BRH 7 | BRH 5 | THR 5 | THR 7   | SIL 7 | SIL 6   | OUL 5 | OUL 6 | SNE 4 | SNE 4 | MOP Ret | MOP 7 | KNO 6 | KNO 4 |     | OUL Ret | OUL 6 |       | MAL 6 | MAL 4 | CRO 3 | CRO 3 | CAD 3   | CAD 5 | DON 2 | DON 2   |     | BRH Ret | BRH 7 | 6.º  | 279  |
| 2008 | Suzuki   | THR 6 | THR 8 | OUL 5 | OUL Ret | BRH 2 | BRH Ret | DON 3 | DON 6 | SNE 3 | SNE 7 | MAL 4   | MAL 4 | OUL 1 | OUL 1 |     | KNO 1   | KNO 4 |       | CAD 2 | CAD 2 | CRO 3 | CRO 2 | SIL DSQ | SIL 3 | BRH 6 | BRH Ret |     |         |       | 4.º  | 316  |
| 2010 | Kawasaki | BRH   | BRH   | THR   | THR     | OUL   | OUL     | CAD   | CAD   | MAL   | MAL   | KNO     | KNO   | SNE   | SNE   | SNE | BRH 5   | BRH 1 | BRH 1 | CAD   | CAD   | CRO   | CRO   | SIL     | SIL   | OUL   | OUL     | OUL |         |       | 16.º | 61   |

| Año  | Moto   | 1      | 1       | 1      | 2      | 2      | 2      | 3      | 3      | 3     | 4      | 4      | 4      | 5      | 5     | 5       | 6     | 6      | 6      | 7       | 7      | 7      | 8     | 8      | 8       | 9      | 9     | 9     | 10    | 10    | 10      | 11     | 11     | 11     | Pos. | Pts. |
| Año  | Moto   | R1     | R2      | R3     | R1     | R2     | R3     | R1     | R2     | R3    | R1     | R2     | R3     | R1     | R2    | R3      | R1    | R2     | R3     | R1      | R2     | R3     | R1    | R2     | R3      | R1     | R2    | R3    | R1    | R2    | R3      | R1     | R2     | R3     | Pos. | Pts. |
| ---- | ------ | ------ | ------- | ------ | ------ | ------ | ------ | ------ | ------ | ----- | ------ | ------ | ------ | ------ | ----- | ------- | ----- | ------ | ------ | ------- | ------ | ------ | ----- | ------ | ------- | ------ | ----- | ----- | ----- | ----- | ------- | ------ | ------ | ------ | ---- | ---- |
| 2022 | Ducati | SIL 12 | SIL Ret | SIL 16 | OUL 15 | OUL 13 | OUL 11 | DON 11 | DON 11 | DON 7 | KNO 12 | KNO 11 | KNO 10 | BRH 13 | BRH 8 | BRH Ret | THR 9 | THR 12 | THR 10 | CAD Ret | CAD 10 | CAD 20 | SNE 7 | SNE 10 | SNE Ret | OUL 10 | OUL 7 | OUL 6 | DON 1 | DON 1 | DON Ret | BRH 10 | BRH 10 | BRH 11 | 12.º | 187  |

- * Temporada en curso.

### Campeonato Mundial de Superbikes

#### Por temporada
| Año   | Moto                   | Equipo                           | Carreras | Victorias | Podios | Poles | V.Rap. | Pts.   | Pos. |
| ----- | ---------------------- | -------------------------------- | -------- | --------- | ------ | ----- | ------ | ------ | ---- |
| 2008  | Suzuki GSX-R1000       | Rizla Suzuki                     | 4        | 0         | 1      | 0     | 0      | 35     | 21.º |
| 2009  | Yamaha YZF-R1          | Yamaha WSB                       | 26       | 0         | 8      | 0     | 0      | 176    | 9.º  |
| 2010  | Kawasaki Ninja ZX-10R  | Kawasaki Racing Team             | 26       | 0         | 0      | 1     | 0      | 106    | 14.º |
| 2011  | Kawasaki Ninja ZX-10R  | Kawasaki Racing Team             | 24       | 1         | 1      | 1     | 1      | 141    | 13.º |
| 2012  | Kawasaki Ninja ZX-10R  | Kawasaki Racing Team             | 27       | 4         | 13     | 9     | 3      | 357.5  | 2.º  |
| 2013  | Kawasaki Ninja ZX-10R  | Kawasaki Racing Team             | 27       | 9         | 18     | 8     | 13     | 447    | 1.º  |
| 2014  | Kawasaki Ninja ZX-10R  | Kawasaki Racing Team             | 24       | 8         | 16     | 5     | 4      | 410    | 2.º  |
| 2015  | Kawasaki Ninja ZX-10R  | Kawasaki Racing Team             | 26       | 4         | 15     | 6     | 7      | 399    | 3.º  |
| 2016  | Kawasaki Ninja ZX-10R  | Kawasaki Racing Team             | 26       | 5         | 20     | 8     | 6      | 447    | 2.º  |
| 2017  | Kawasaki Ninja ZX-10RR | Kawasaki Racing Team             | 24       | 2         | 16     | 4     | 2      | 373    | 3.º  |
| 2018  | Kawasaki Ninja ZX-10RR | Kawasaki Racing Team WorldSBK    | 25       | 1         | 8      | 6     | 2      | 314    | 4.º  |
| 2019  | BMW S1000RR            | BMW Motorrad WorldSBK Team       | 37       | 0         | 4      | 1     | 1      | 223    | 8.º  |
| 2020  | BMW S1000RR            | BMW Motorrad WorldSBK Team       | 24       | 0         | 0      | 1     | 0      | 88     | 12.º |
| 2021  | BMW M1000RR            | BMW Motorrad WorldSBK Team       | 29       | 0         | 2      | 1     | 0      | 184    | 11.º |
| 2023  | Kawasaki Ninja ZX-10RR | Kawasaki Puccetti Racing         | 12       | 0         | 0      | 0     | 0      | 11     | 20.º |
| 2023  | BMW M1000RR            | ROKIT BMW Motorrad WorldSBK Team | 6        | 0         | 0      | 0     | 0      | 11     | 20.º |
| Total |                        |                                  | 367      | 34        | 114    | 51    | 39     | 3711.5 |      |

#### Carreras Por Año
(Carreras en negrita indica pole position, carreras en cursiva indica vuelta rápida)
| Año  | Marca    | 1      | 1       | 2       | 2       | 3       | 3       | 4       | 4       | 5     | 5      | 6       | 6      | 7      | 7       | 8       | 8      | 9       | 9       | 10      | 10      | 11    | 11      | 12    | 12      | 13      | 13      | 14      | 14      | Pos. | Pts.  |
| Año  | Marca    | R1     | R2      | R1      | R2      | R1      | R2      | R1      | R2      | R1    | R2     | R1      | R2     | R1     | R2      | R1      | R2     | R1      | R2      | R1      | R2      | R1    | R2      | R1    | R2      | R1      | R2      | R1      | R2      | Pos. | Pts.  |
| ---- | -------- | ------ | ------- | ------- | ------- | ------- | ------- | ------- | ------- | ----- | ------ | ------- | ------ | ------ | ------- | ------- | ------ | ------- | ------- | ------- | ------- | ----- | ------- | ----- | ------- | ------- | ------- | ------- | ------- | ---- | ----- |
| 2008 | Suzuki   | QAT    | QAT     | AUS     | AUS     | ESP     | ESP     | NED     | NED     | ITA   | ITA    | USA     | USA    | GER    | GER     | SMR     | SMR    | CZE     | CZE     | GBR Ret | GBR 7   | EUR 2 | EUR 10  | ITA   | ITA     | FRA     | FRA     | POR     | POR     | 21.º | 35    |
| 2009 | Yamaha   | AUS 10 | AUS 10  | QAT 7   | QAT 5   | SPA 7   | SPA 10  | NED 4   | NED 6   | ITA 6 | ITA 6  | RSA 10  | RSA 9  | USA 13 | USA 9   | SMR 8   | SMR 7  | GBR Ret | GBR 5   | CZE Ret | CZE 7   | GER 9 | GER 8   | ITA 9 | ITA 12  | FRA Ret | FRA Ret | POR DNS | POR DNS | 9.º  | 176   |
| 2010 | Kawasaki | AUS 13 | AUS Ret | POR 15  | POR 13  | SPA 11  | SPA 15  | NED 12  | NED Ret | ITA 9 | ITA 5  | RSA 16  | RSA 14 | USA 13 | USA 14  | SMR 15  | SMR 16 | CZE 11  | CZE Ret | GBR 18  | GBR 14  | GER 5 | GER 7   | ITA 6 | ITA 4   | FRA 7   | FRA 11  |         |         | 14.º | 106   |
| 2011 | Kawasaki | AUS 8  | AUS 9   | EUR Ret | EUR 12  | NED 14  | NED 11  | ITA 13  | ITA 11  | USA 6 | USA 10 | SMR 4   | SMR 14 | SPA 5  | SPA Ret | CZE 10  | CZE 14 | GBR DNS | GBR DNS | GER 11  | GER 1   | ITA 4 | ITA Ret | FRA 8 | FRA Ret | POR 10  | POR Ret |         |         | 13.º | 141   |
| 2012 | Kawasaki | AUS 4  | AUS 3   | ITA 2   | ITA 2   | NED Ret | NED 6   | ITA C   | ITA 1   | EUR 3 | EUR 3  | USA 8   | USA 5  | SMR 4  | SMR 7   | SPA Ret | SPA 8  | CZE 2   | CZE 2   | GBR 8   | GBR 12  | RUS 1 | RUS 2   | GER 4 | GER 5   | POR 1   | POR Ret | FRA 3   | FRA 1   | 2.º  | 357.5 |
| 2013 | Kawasaki | AUS 5  | AUS 5   | SPA Ret | SPA 3   | NED 1   | NED 2   | ITA 2   | ITA 3   | GBR 1 | GBR 1  | POR 3   | POR NC | ITA 1  | ITA 1   | RUS Ret | RUS C  | GBR 11  | GBR 7   | GER 1   | GER 4   | TUR 3 | TUR 2   | USA 1 | USA 4   | FRA 1   | FRA 1   | SPA 3   | SPA 2   | 1.º  | 447   |
| 2014 | Kawasaki | AUS 7  | AUS 3   | SPA 1   | SPA 1   | NED 2   | NED 4   | ITA 3   | ITA 5   | GBR 1 | GBR 1  | MAL Ret | MAL 3  | SMR 1  | SMR 1   | POR 1   | POR 8  | USA 3   | USA 1   | SPA 5   | SPA 3   | FRA 4 | FRA 4   | QAT 3 | QAT 3   |         |         |         |         | 2.º  | 410   |
| 2015 | Kawasaki | AUS 6  | AUS 4   | THA 3   | THA 5   | SPA 3   | SPA Ret | NED 5   | NED 5   | ITA 2 | ITA 2  | GBR 1   | GBR 1  | POR 2  | POR 8   | SMR 1   | SMR 5  | USA 2   | USA 2   | MAL 5   | MAL 14  | SPA 1 | SPA 5   | FRA 2 | FRA 3   | QAT 3   | QAT 3   |         |         | 3.º  | 399   |
| 2016 | Kawasaki | AUS 5  | AUS 6   | THA 2   | THA 1   | SPA 3   | SPA 2   | NED Ret | NED 2   | ITA 3 | ITA 3  | MAL 1   | MAL 8  | GBR 1  | GBR 1   | ITA 2   | ITA 2  | USA 2   | USA 1   | GER 2   | GER 12  | FRA 3 | FRA 3   | SPA 2 | SPA 3   | QAT 4   | QAT 2   |         |         | 2.º  | 447   |
| 2017 | Kawasaki | AUS 3  | AUS 6   | THA 3   | THA 2   | ARA 3   | ARA 4   | NED 2   | NED 2   | ITA 4 | ITA 3  | GBR 1   | GBR 2  | SMR 1  | SMR 3   | USA 3   | USA 2  | GER 3   | GER 4   | POR DNS | POR DNS | FRA 3 | FRA 7   | SPA 3 | SPA 5   | QAT 6   | QAT Ret |         |         | 3.º  | 373   |
| 2018 | Kawasaki | AUS 2  | AUS 4   | THA 6   | THA Ret | SPA 6   | SPA 6   | NED 4   | NED 1   | ITA 2 | ITA 3  | GBR 3   | GBR 6  | CZE 3  | CZE 16  | USA 7   | USA 8  | ITA 5   | ITA 5   | POR 5   | POR 5   | FRA 2 | FRA 4   | ARG 6 | ARG 5   | QAT 2   | QAT C   |         |         | 4.º  | 314   |

| Año  | Marca    | 1       | 1       | 1       | 2      | 2       | 2       | 3       | 3      | 3      | 4       | 4      | 4       | 5       | 5      | 5       | 6       | 6      | 6       | 7       | 7       | 7      | 8      | 8       | 8      | 9     | 9       | 9       | 10     | 10    | 10    | 11    | 11    | 11    | 12    | 12    | 12      | 13      | 13     | 13     | Pos. | Pts. |
| Año  | Marca    | R1      | CS      | R2      | R1     | CS      | R2      | R1      | CS     | R2     | R1      | CS     | R2      | R1      | CS     | R2      | R1      | CS     | R2      | R1      | CS      | R2     | R1     | CS      | R2     | R1    | CS      | R2      | R1     | CS    | R2    | R1    | CS    | R2    | R1    | CS    | R2      | R1      | CS     | R2     | Pos. | Pts. |
| ---- | -------- | ------- | ------- | ------- | ------ | ------- | ------- | ------- | ------ | ------ | ------- | ------ | ------- | ------- | ------ | ------- | ------- | ------ | ------- | ------- | ------- | ------ | ------ | ------- | ------ | ----- | ------- | ------- | ------ | ----- | ----- | ----- | ----- | ----- | ----- | ----- | ------- | ------- | ------ | ------ | ---- | ---- |
| 2019 | BMW      | AUS 7   | AUS 11  | AUS 13  | THA 9  | THA 10  | THA Ret | SPA 5   | SPA 5  | SPA 12 | NED 10  | NED C  | NED 7   | ITA Ret | ITA 8  | ITA C   | SPA 6   | SPA 5  | SPA 7   | ITA 2   | ITA Ret | ITA 6  | GBR 2  | GBR Ret | GBR 7  | USA 4 | USA 3   | USA 5   | POR 13 | POR 7 | POR 9 | FRA 3 | FRA 8 | FRA 8 | ARG 7 | ARG 9 | ARG Ret | QAT Ret | QAT 12 | QAT 12 | 8.º  | 223  |
| 2020 | BMW      | AUS 9   | AUS 6   | AUS 10  | SPA NC | SPA 6   | SPA 11  | POR 8   | POR 6  | POR 7  | SPA Ret | SPA 15 | SPA 12  | SPA 10  | SPA 9  | SPA Ret | SPA Ret | SPA 9  | SPA 5   | FRA Ret | FRA 20  | FRA 10 | POR 10 | POR 11  | POR 10 |       |         |         |        |       |       |       |       |       |       |       |         |         |        |        | 12.º | 88   |
| 2021 | BMW      | SPA 6   | SPA Ret | SPA 4   | POR 14 | POR 7   | POR 8   | ITA 8   | ITA 7  | ITA 12 | GBR 4   | GBR 2  | GBR 3   | NED 7   | NED 7  | NED 15  | CZE 9   | CZE 5  | CZE 9   | SPA 6   | SPA 6   | SPA 5  | FRA 9  | FRA 12  | FRA 10 | SPA 8 | SPA Ret | SPA Ret | SPA    | SPA   | SPA   | POR   | POR   | POR   | ARG   | ARG   | ARG     | INA 10  | INA C  | INA 5  | 11.º | 184  |
| 2023 | Kawasaki | AUS Ret | AUS 20  | AUS Ret | INA 18 | INA Ret | INA Ret | NED Ret | NED 19 | NED 15 | SPA 17  | SPA 19 | SPA Ret |         |        |         |         |        |         |         |         |        |        |         |        |       |         |         |        |       |       |       |       |       |       |       |         |         |        |        | 20.º | 11   |
| 2023 | BMW      |         |         |         |        |         |         |         |        |        |         |        |         | EMI 16  | EMI 20 | EMI 13  | GBR 9   | GBR 18 | GBR Ret | ITA     | ITA     | ITA    | CZE    | CZE     | CZE    | FRA   | FRA     | FRA     | SPA    | SPA   | SPA   | POR   | POR   | POR   | JER   | JER   | JER     |         |        |        | 20.º | 11   |